# J-Five
J-Five, de son vrai nom Jonathan Kovacs, né le 26 mars 1983 à Los Angeles, en Californie, est un chanteur et rappeur américain.

## Biographie
J-Five est né d'un père d'origine française et d'une mère d'origine autrichienne. Il est l'aîné de quatre enfants, tous nés à Los Angeles. Son enfance passée dans la maison familiale de North Hollywood, est rythmée par les Beatles, Led Zeppelin et les Rolling Stones, mais, en grandissant, il écoute également A Tribe Called Quest, Nas et le Wu Tang Clan qui influenceront sa musique. Lors de ses premières joutes de rap, il se choisit le pseudonyme de J-Five, ou Johnny 5, comme le petit robot de son film préféré, Short Circuit. Alors qu'il poursuit ses études au lycée North Hollywood High School de Los Angeles, il se produit en concert avec son groupe, les Dusty White. Il poursuit ses études à l'université de Los Angeles où il manque souvent les cours alors que les étudiants du campus et les professeurs ne manquent jamais un seul de ses concerts qu'il donne avec son groupe. Sa musique évolue entre rock, grunge et rap.
En 2004, J-Five commence sa carrière en solo avec le single Modern Times, basé sur un sample de la bande originale du film Les Temps modernes, de Charlie Chaplin. Le clip, mettant en scène l'avant-première du film en 1936, voit la participation de la petite-fille du cinéaste, Dolores Chaplin. En France, le titre permet à J-Five de s'emparer de la première place du Top 50 (33e meilleure vente de singles en 2004), et d'obtenir un disque d'argent. 
Le titre Find a Way, édité six mois plus tard, ne connaît qu'un succès d'estime, tandis que l'album Sweet Little Nothing sort dans une relative indifférence. Le single est classé dix semaines au Top 50 (chiffres Ifop), mais ne dépasse pas la 24e place.
Son morceau Movin on Up apparaît dans le générique de fin du film Camping à la ferme, sorti en 2005.

## Discographie
- 2004 : Summer (sous le nom Johnny Five)
- 2005 : Sweet Little Nothing